# نمایش نظامی
نمایش نظامی (انگلیسی: Demonstration) یا تظاهر نظامی در اصطلاحات نظامی، حمله یا نمایش قدرت در جبهه‌ای است که در آن تصمیمی گرفته نمی‌شود و با هدف فریب دشمن انجام می‌شود.
نمونه‌ای از نمایش نظامی در جنگ داخلی آمریکا در نبرد گتیسبورگ انجام گرفت که در ۲ ژوئیه ۱۸۶۳، ژنرال رابرت ای لی به سپهبد ریچارد یوول دستور داد تا نمایشی را علیه تپه کالپ در جناح راست ارتش اتحادیه ترتیب دهد، در حالی که سپهبد جیمز لنگستریت حمله اصلی را علیه جناح چپ اتحادیه آغاز کرد.
نمایش نظامی در واقع یک مانور انحرافی مرتبط و عملیات فریب است، که نیروهای جبهه اصلی برخلاف جهت نمایش نظامی، تماس واقعی و حمله اصلی را به دشمن انجام می‌دهند.